# Ellehammers første Forsøg med Aeroplan
Ellehammers første Forsøg med Aeroplan er en dansk dokumentarisk optagelse fra 1908 produceret af Nordisk Films Kompagni.

## Handling
Jacob Christian Ellehammer foretager sine første forsøg på flyvning med treplans flyvemaskine. Letter sig ganske lidt over jorden til tilskuernes jubel. OBS! Det er ikke Ellehammers allerførste flyvning, men derimod flyvningen i 1908, hvor han fløj med en Tractor Triplan den 14. januar.